# Vincent Zouaoui-Dandrieux
Pour les articles homonymes, voir Zouaoui.
Vincent Zouaoui-Dandrieux (né le 12 octobre 1980 à Saint-Michel-d'Entraygues) est un athlète français spécialiste du 3 000 mètres steeple. Il mesure 1,90 m pour 73 kg et est licencié au club Lagardère Paris Racing.

## Carrière
Il débute l'athlétisme en 1997 au sein du club francilien de l'Athlé 78, à Poissy. Il est pendant cette période entraîné par Dominique Baillavoine, en compagnie des athlètes Loïc Kerouanton [vainqueur de l'internationale Corrida de Houilles 1995], Vincent De Lucas Vazquez [vainqueur course internationale espoirs de Saint-Lary Pla d'adet 1995 et 2nd championnat de France étudiant apprentissage cross à Paris en 1996], Adil Rabihi [5eme au championnat de France cross Juniors à Carhaix 1995] et enfin Belaïd Ferhaoui.
Il participe deux ans plus tard à l'épreuve junior des Championnats d'Europe de cross-country de Velenje en Slovénie où il se classe 52e de l'épreuve individuelle. Champion de France espoir du 3 000 m steeple en 2001, il atteint la finale des Championnats d'Europe espoirs (9e). Lors des universiades d'été 2003 de Daegu, alors étudiant en BTS, Vincent Zouaoui-Dandrieux remporte la médaille d'argent en 8 min 39 s 24, s'inclinant face à l'Espagnol César Perez.
Auteur de 8 min 16 s 55 en juillet 2007 à Heusden-Zolder (6e temps européen de l'année), il obtient sa sélection pour les Championnats du monde 2007. À Osaka, le Français est éliminé dès les séries (11e en 8 min 36 s 05). En 2008, il décroche son billet qualificatif pour les Jeux olympiques de Pékin, grâce à son temps de 8 min 14 s 74 réalisé lors du Meeting Areva de Paris-Saint-Denis, accompagnant ses compatriotes Bouabdellah Tahri et Mahiedine Mekhissi-Benabbad. Mais comme à Osaka un an plus tôt, il ne parvient pas à se qualifier pour la finale (7e de sa série en 8 min 27 s 91).
Licencié depuis 2007 au Lagardère Paris Racing, Vincent Zouaoui-Dandrieux se classe deuxième des Championnats d'Europe par équipes 2009 de Leiria, derrière le Suédois Mustafa Mohamed, et remporte par la suite son premier titre de champion de France, à Angers, devant son compatriote Vincent Le Dauphin. Il échoue dès les séries lors des Championnats du monde de Berlin.
Il remporte l'épreuve du 3 000 m steeple des Championnats d'Europe par équipes 2011 de Stockholm dans le temps de 8 min 30 s 85.
Le 3 août 2012, il est éliminé lors des JO de Londres en terminant 8e de la 2e série en 8 min 36 s 96.

## Palmarès
| Date | Compétition                       | Lieu      | Place | Épreuve         |
| ---- | --------------------------------- | --------- | ----- | --------------- |
| 2003 | Universiade                       | Daegu     | 2e    | 3 000 m steeple |
| 2009 | Championnats d'Europe par équipes | Leiria    | 2e    | 3 000 m steeple |
| 2011 | Championnats d'Europe par équipes | Stockholm | 1er   | 3 000 m steeple |

## Records
| Épreuve         | Performance   | Lieu  | Date            |
| --------------- | ------------- | ----- | --------------- |
| 3 000 m steeple | 8 min 14 s 74 | Paris | 18 juillet 2008 |